# Dybuk
Dybuk (psáno též dybbuk nebo dibbuk), v překladu „příchylnost“ či „náklonnost“ (hebrejsky דיבוק‎) je zlý duch či démon z židovských legend, který se zmocňuje jiných živých bytostí.

## Původ a souvislosti
Zmíněné lidové legendy údajně již v dobách druhého Chrámu pojednávaly o „nešťastných hříšných duších“, kterým bylo „odepřeno normální útočiště“, a jež se proto musely zmocnit jiných živých těl. Nicméně Nathan Ausubel tvrdí, že nikde v Bibli ani v Talmudu není zmínka o tom, že by Židé věřili v posmrtné převtělování duší.
Koncepce dybuka coby hříšné převtělující se duše se poprvé objevila v kabalistickém spisku z  oku 1571 a dostala se i do legendy o kabalistickém mistrovi Jicchaku ben Šlomo Luriovi, díky jehož žákům se v 16. století víra v dybuky rozšířila. Z okruhu Jicchaka Lurii je také známa praxe vyhánění dybuka zaříkáváním s pomocí božího jména, kterou převzali i chasidští cadikové.
Říká se[kdo?], že dybukové utekli z podsvětí nebo se odvrátili od závažných hříchů, jako je sebevražda, pro které je duši odepřen vstup. Výraz „dybuk“ je odvozen z  hebrejštiny, kde znamená „přilnutí“; dybuk se připoutá k tělu živého člověka a obývá je. Duši, která nebyla schopna během svého života splnit svoji funkci, je dána další příležitost tak učinit ve formě dybuka. Dybuk pravděpodobně opustí tělo hostitele, jakmile bude dosaženo jeho cíle.[zdroj⁠?!]
Lidová víra v dybuky, tzn. toulající se duše, jako symptom víry ve stěhování duší vychází z přesvědčení, že duše odsouzené k putování světem jsou neustále souženy démony, jimž mohou uniknout pouze přilnutím k tělu zbožných lidí, vymykajících se z moci démonů. Člověk, který je postižen přilnutím dybuka, trpí hroznými mukami, ztrácí svou identitu a jeho chování vykazuje známky posedlosti. Vysvobození lze dosáhnout prostřednictvím magických rituálů (např. recitace žalmu 91 pronášená společenstvím deseti mužů či za pomoci amuletů).

## Dybuk jako krycí název
Dybuk byl krycí název přiřazený Adolfu Eichmannovi agenty Mossadu, kteří ho zatkli.

## Dybuk ve filmu a umění

### Film
- Dybuk (1937)
- Nenarození (The Unborn, 2009)
- Seriózní muž (A Serious Man, 2009)
- Kletba z temnot ("The Possession", 2012)

Podobnou tematikou se zaobírá také film Duch (1990) s P. Swayzem v titulní roli.

### Drama
- S. A. An-ski צווישן צוויי וועלטן (דער דִבּוק)‎ [cvišn cvej veltn (der dibuk)]

- Kateřina Šardická, Zmizení Sáry Lindertové (kniha vydaná v nakladatelství Fragment r. 2019), román o tématu dybuk